# Харлова, Валерия Алексеевна
Валерия Алексеевна Ха́рлова (род. 4 апреля 2000, Кировск, Мурманская область) — российская волейболистка, нападающая-доигровщица.

## Биография
Родилась в городе Кировске Мурманской области, но в 4-летнем возрасте переехала с семьёй в Мурманск. В 2009 году начала заниматься волейболом в ДЮСШ посёлка Мурмаши у тренера С.А.Мозгова. 
В 2014 году приглашена в Одинцово, где стала выступать за команду «Подмосковье» (фарм-команда ВК «Заречье-Одинцово»). В 2016—2019 играла за казанскую «Динамо-Академию»-УОР, с которой в 2017 стала победителем Молодёжной лиги. 4 февраля 2017 дебютировала в суперлиге чемпионата России в основном составе ВК «Динамо-Казань». После 2019 года выступала за «Липецк», «Уралочку-НТМК» и «Уралочку»-2-УрГЭУ, швейцарский «Волеро». В 2023 заключила контракт с «Ленинградкой».

### Клубная карьера
- 2014—2016 —  «Подмосковье» (Московская область) — молодёжная лига;
- 2016—2019 —  «Динамо-Академия»-УОР (Казань) — молодёжная лига;
- 2017 —  «Динамо-Казань» (Казань) — суперлига;
- 2019—2020 —  «Липецк» (Липецк) — высшая лига «А»;
- 2020—2022 —  «Уралочка-НТМК» (Свердловская область) — суперлига;
- 2020—2022 —  «Уралочка»-2-УрГЭУ (Свердловская область) — высшая лига «А»;
- 2022—2023 —  «Волеро» (Цюрих) — лига «А»;
- с 2023 —  «Ленинградка» (Санкт-Петербург) — суперлига

## Достижения
- бронзовый призёр чемпионата России 2024.
- двукратный серебряный призёр розыгрышей Кубка России — 2023, 2024.
- победитель (2020) и двукратный серебряный призёр (2021, 2021) чемпионатов России среди команд высшей лиги «А».
- чемпионка (2017) и серебряный призёр (2018) Молодёжной лиги чемпионата России.
- бронзовый призёр розыгрыша Кубка Молодёжной лиги 2017.